# Pera ekmanii
Pera ekmanii là một loài thực vật có hoa trong họ Peraceae. Loài này được Urb. mô tả khoa học đầu tiên năm 1924.